# Ясін Євген Григорович
Євге́н Григо́рович Я́син (рос. Евге́ний Григо́рьевич Я́син; 7 травня 1934, Одеса — 25 вересня 2023) — російський економіст, державний і громадський діяч. Доктор економічних наук, професор.
Міністр економіки Російської Федерації (1994-1997). Науковий керівник (1998-2022), потім почесний науковий керівник Національного дослідницького університету «Вища школа економіки». Президент фонду «Ліберальна місія» з 2000 по 2019 рік. Член громадської ради Російського єврейського конгресу. Член Ради при Президентові Російської Федерації з розвитку громадянського суспільства і прав людини (2018-2023).

## Погляди
За політичними переконаннями — прихильник ліберальної демократії, за релігійними переконаннями — атеїст.
У 2009 році заявив, що до світової економічної кризи (2008) призвела «безвідповідальна фінансова політика США».
У 2011 році назвав діяльність Олексія Навального «винятково важливою для становлення російського громадянського суспільства».

## Сім'я
- Дружина — Лідія Олексіївна Ясіна (уроджена Федулова, 1939-2012).
- Дочка — Ірина Ясіна (нар. 1964), економіст, публіцист, правозахисник.
- Онука — Варвара Ясіна (нар. 1989).

### Монографії
- Теория информации и экономические исследования. — М.: Статистика, 1970.
- Экономическая информация. — М.: Статистика, 1974.
- Хозяйственные системы и радикальная реформа. — М.: Экономика, 1989.
- Нерыночный сектор. Структурные реформы и экономический рост. — М.: Фонд «Либеральная миссия», 2003.
- Новая эпоха — старые тревоги: Политическая экономика. — М.: Новое издательство, 2004. — 320 с. — ISBN 5-98379-015-3.
- Новая эпоха — старые тревоги: Экономическая политика. — М.: Новое издательство, 2004. — 456 с. — ISBN 5-98379-016-1.
- Приживётся ли демократия в России. — М.: Новое издательство, 2005,— 384 с. — ISBN 5-98379-039-0; 2006. — 384 с. — ISBN 5-98379-056-0 (pdf).
- Приживётся ли демократия в России. — 2-е изд., расш., доп. — М.: Либеральная миссия, Новое литературное обозрение, 2012. — 864 с. — 2000 экз. — ISBN 5-86793-937-3 Помилка параметра в {{ISBN}}: контрольна сума.
- Политическая экономия и реформы ЖКХ. — М.: Фонд «Либеральная миссия», 2006.
- Модернизация России. Доклады для 10 конференций. В 2 кн. — М.: Издат.дом ГУ ВШЭ, 2009. — 468 с. — ISBN 978-5-7598-0674-5, ISBN 978-5-7598-0672-1.
- Экономика России накануне подъёма.— М.: Издат.дом ГУ ВШЭ, 2012. — 336 с.ISBN 978-5-87591-150-7

### Навчальні посібники
- Российская экономика. Истоки и панорама рыночных реформ: Курс лекций. — М.: ГУ-ВШЭ, 2002. — 437 с. — ISBN 5-7598-0113-9.